# ベリスラヴィチ・グラバルスキ家
ベリスラヴィチ・グラバルスキ家あるいはグラベリェのベリスラヴィチ家、ベリスラヴィチ・ドボルスキ家 (クロアチア語: Berislavići Grabarski, Berislavići Doborski) は、スラヴォニアのポジェガ出身のクロアチア貴族の家系。バン・ボリチの子孫と伝えられている。

## 歴史
ベリスラヴィチ・グラバルスキ家は、1154年から1167年ごろまでボスニアを支配したバン・ボリチの子孫であると主張していた。16世紀前半に名目上のセルビア専制公を輩出したが、最後のステファン・ベリスラヴィチは1535年にオスマン帝国により処刑された。

## 著名な人物
- フラニョ・ベリスラヴィチ (1517年没): ヤイツェのバン（在位: 1494年-1495年、1499年-1503年[4]
- イヴァニシュ・ベリスラヴィチ (1514年没): セルビア専制公、ヤイツェのバン (在位: 1511年-1513年)[5]
- ペーテル・ベリスロー: ヤイツェのバン (在位: 1514年)[6]
- ステファン・ベリスラヴィチ (1535年没): 名目上のセルビア専制公